# Choelo (gemeente)
Choelo (Georgisch: ხულოს მუნიციპალიტეტი, Choelos moenitsipaliteti) is een gemeente in het zuidwesten van Georgië met 28.250 inwoners (2024), gelegen in de autonome republiek Adzjarië. Het bestuurlijke centrum is Choelo, een zogeheten nederzetting met stedelijk karakter (daba), dat minder dan 900 inwoners heeft. De gemeente heeft een oppervlakte van 710 km² en kent naast het centrum Choelo 78 dorpen.

## Geschiedenis

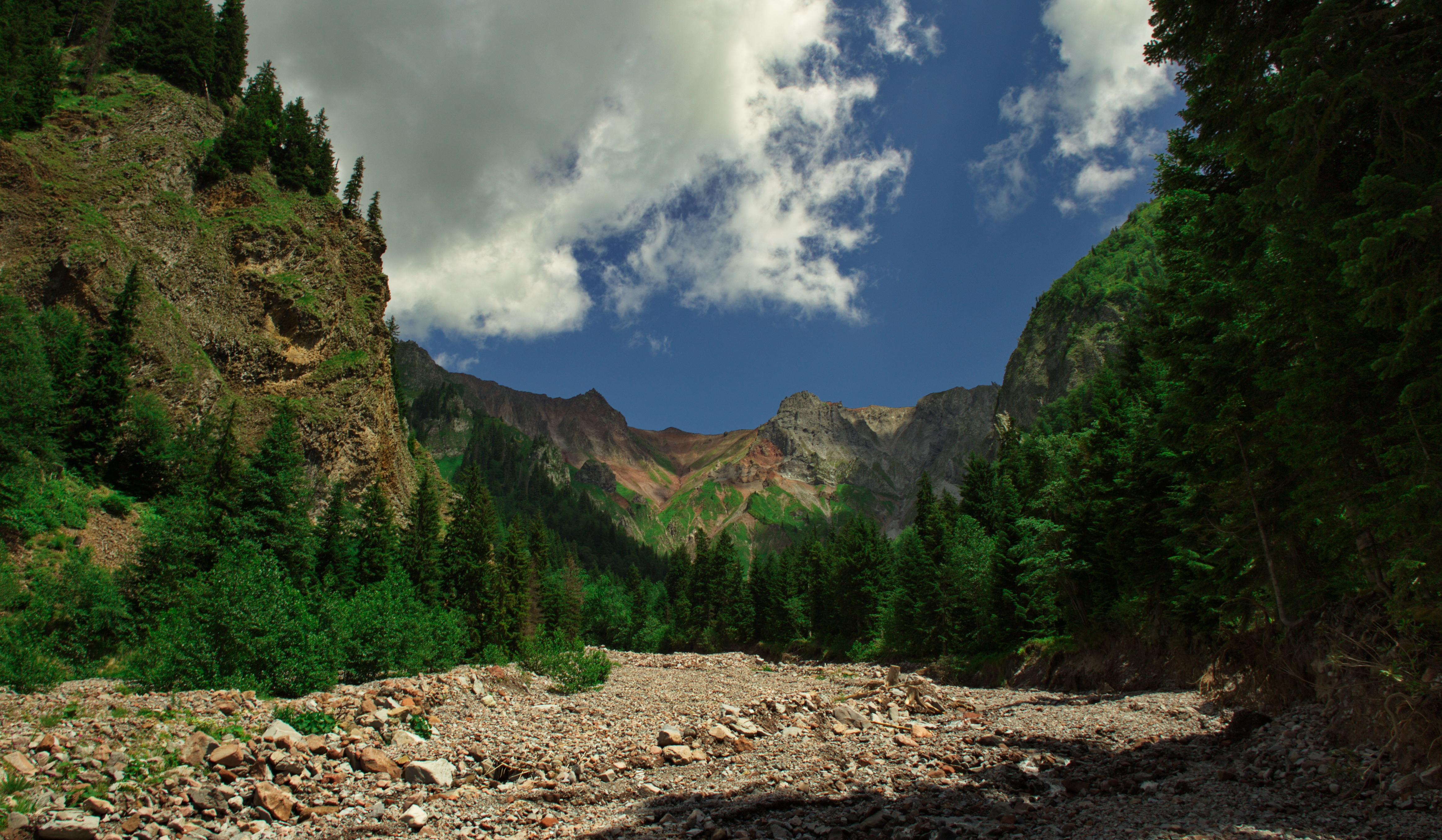
Arsianigebergte bij Fort Chichani

De naam "Choelo" is een verbastering van de oude naam "Choela", die tot 1940 gebruikt werd, wat handelshuis betekent. Dit refereert aan de handelsroute die hier in de Middeleeuwen liep, die Samtsche-Dzjavacheti verbond met de kust van de Zwarte Zee en Adzjarië via de Goderdzipas. In 1924 werd het gebied rond het plaatsje Choelo een aparte bestuurlijke eenheid (Mazra, later een district). In 1952 werd Sjoeachevi van het district afgesplitst, en kreeg Cheolo de huidige grenzen in 1965.
In april 1929, onder het Sovjet-regime, kwamen de islamitische dorpsbewoners van het bergachtige Adzjarië in opstand tegen de verplichte collectivisatie en religieuze vervolging. De Sovjet-troepen werden ingeroepen en de opstand werd snel neergeslagen. Duizenden Adzjaren werden uit de republiek gedeporteerd, ook al had Adzjarië een unieke op religie gebaseerde autonomie binnen de Sovjet-Unie.

## Geografie

Adjaristskali, "rivier van Adzjarië"

Choelo grenst in het westen aan de gemeente Sjoeachevi, in het noorden aan  Tsjochataoeri in de regio Goeria, in het oosten aan Adigeni in de regio Samtsche-Dzjavacheti en in het zuidoosten aan Turkije. De gemeente wordt omsloten door subgebergten van de Kleine Kaukasus met een hoogte van 2500-3000 meter boven zeeniveau, namelijk het Meschetigebergte in het noorden, het Arsianigebergte in het oosten en het Sjavsjetigebergte in het zuiden.
Het hoogste punt in de gemeente is een top zonder naam van 2728 meter hoog, vlak bij de berg Kentsjaoeli (Kanli) op de Turkse grens. De Goderdzipas van 2027 meter boven zeeniveau is een oude handelspassage door het Arsianigebergte naar Samtsche-Dzjavacheti, en is nu onderdeel van de belangrijke nationale weg Sh1 tussen Batoemi en Achaltsiche. De belangrijkste rivier van Adzjarië, de Adjaristskali (letterlijk "rivier van Adzjarië"), heeft in Choelo zijn oorsprong en wordt gevoed vanuit de omliggende bergen. De rivier stroomt westelijk naar de Zwarte Zee bij Batoemi.

## Demografie
Begin 2024 telde de gemeente Choelo 28.250 inwoners, een stijging van 21% ten opzichte van de volkstelling van 2014, een uitzondering voor het platteland van Adzjarië. Het gemeentelijke centrum Choelo kent langjarig een geleidelijke daling van inwoners.
De bevolking van de gemeente bestaat volgens de volkstelling van 2014 bijna geheel uit islamitische Georgiërs (Adzjaren (94,6%). De Georgische orthodox-christelijke gemeenschap is 4% groot, terwijl de overige inwoners geen religie hadden opgegeven. De gemeente bestaat vrijwel geheel uit etnisch Georgiërs. De enige etnische minderheid van betekenis zijn Turken (0,6%), geconcentreerd in twee dorpen. Verder zijn er geen vermeldenswaardige aantallen etnische minderheden.
| Gemeente Choelo                                                         | -   | 28.159 | 34.282 | 38.782 | 39.388 | 33.430 | 23.327 | 26.258 | 28.250 |  |  |  |  |  |
|                                                                         |     |        |        |        |        |        |        |        |        |  |  |  |  |  |
| Choelo                                                                  | 883 | 809    | 1.170  | 825    | 1.131  | 1.142  | 1.007  | 939    | 862    |  |  |  |  |  |
| Verantwoording data: Bevolkingsstatistiek Georgië 1897 tot heden. Noot: |     |        |        |        |        |        |        |        |        |  |  |  |  |  |

## Administratieve onderverdeling

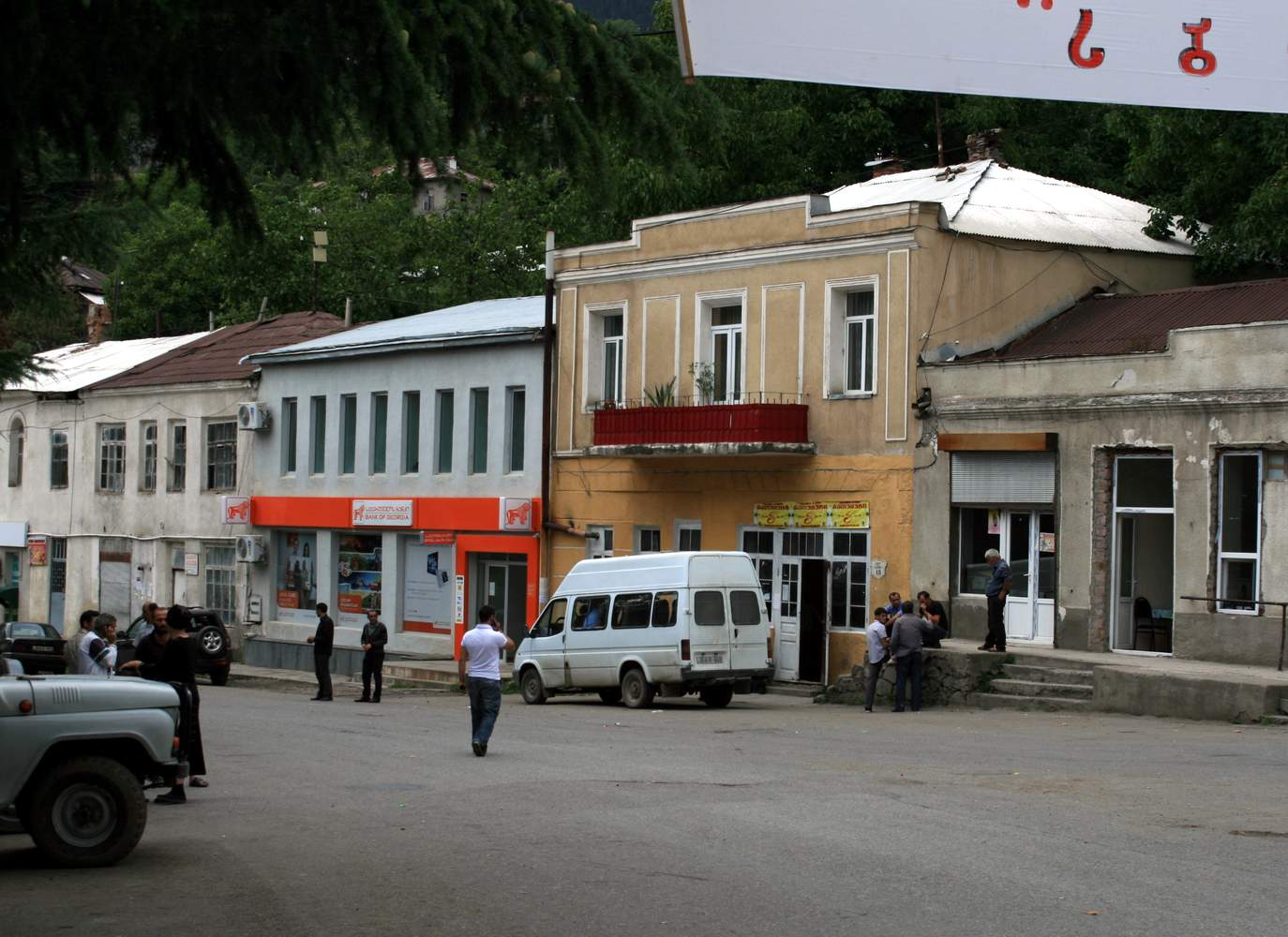
Gemeentelijk centrum Choelo

De gemeente Choelo is administratief onderverdeeld in 12 gemeenschappen (თემი, temi) met in totaal 78 dorpen (სოფელი, sopeli) en één 'nederzetting met stedelijk karakter' (დაბა, daba), het bestuurlijk centrum Choelo.

## Bestuur
De gemeenteraad van Choelo (Georgisch: საკრებულო, sakreboelo) wordt elke vier jaar gekozen in een gemengd kiesstelsel. Een deel wordt via enkelvoudige kiesdistricten gekozen en een deel via evenredige vertegenwoordiging van gesloten partijlijsten, waarvoor een kiesdrempel geldt van drie procent.
| Samenstelling Sakreboelo (zetels per partij) | Samenstelling Sakreboelo (zetels per partij) | Samenstelling Sakreboelo (zetels per partij) | Samenstelling Sakreboelo (zetels per partij) | Samenstelling Sakreboelo (zetels per partij) |
| Partij                                       | Partij                                       | 2014                                         | 2017                                         | 2021                                         |
| -------------------------------------------- | -------------------------------------------- | -------------------------------------------- | -------------------------------------------- | -------------------------------------------- |
|                                              | Georgische Droom (GD)                        | 17                                           | 17                                           | 14                                           |
|                                              | Verenigde Nationale Beweging (UNM)           | 5                                            | 6                                            | 6                                            |
|                                              | Overige partijen                             | 6                                            | 5                                            | 4                                            |
| Totaal                                       | Totaal                                       | 28                                           | 28                                           | 24                                           |

## Bezienswaardigheden

Chichanifort

De door bergen omgeven gemeente kent enkele bezienswaardigheden:
- Schaltakerk uit de 13e eeuw.
- Moskee in Begleti. Houten moskee die in de 19e eeuw herbouwd werd nadat een brand de oorspronkelijke 17e-eeuwse moskee vernietigde. Volledig beschilderd van binnen.[19] De Satsichoeri-moskee in het gelijknamige dorp is een houten moskee uit de 19e eeuw.
- Ruïnes van fort Chichani uit de 10e-13e eeuw diep in het Arsianigebergte tegen de Turkse grens.
- Groene Meer (Mtsvane Tba), een paar kilometer ten noorden van de Goderdzipas.
- Choelo - Tago kabelbaan, gebouwd in de jaren 1980, die met 1,7 kilometer de op één na langste vrije overspanning in Europa heeft.[20]

## Vervoer
De belangrijkste doorgaande weg door de gemeente is de nationale route Sh1, een belangrijke interregionale route tussen Batoemi, de binnenlanden van Adzjarië en de stad Achaltsiche in Samtsche-Dzjavacheti, via de 2027 meter hoge Goderdzi-pas in het oosten van de gemeente. De weg volgt de kloof van de Adjaristskali. In de late Sovjet periode was deze weg onderdeel van de A306 Sovjet hoofdroute.